# 流动嘉年华

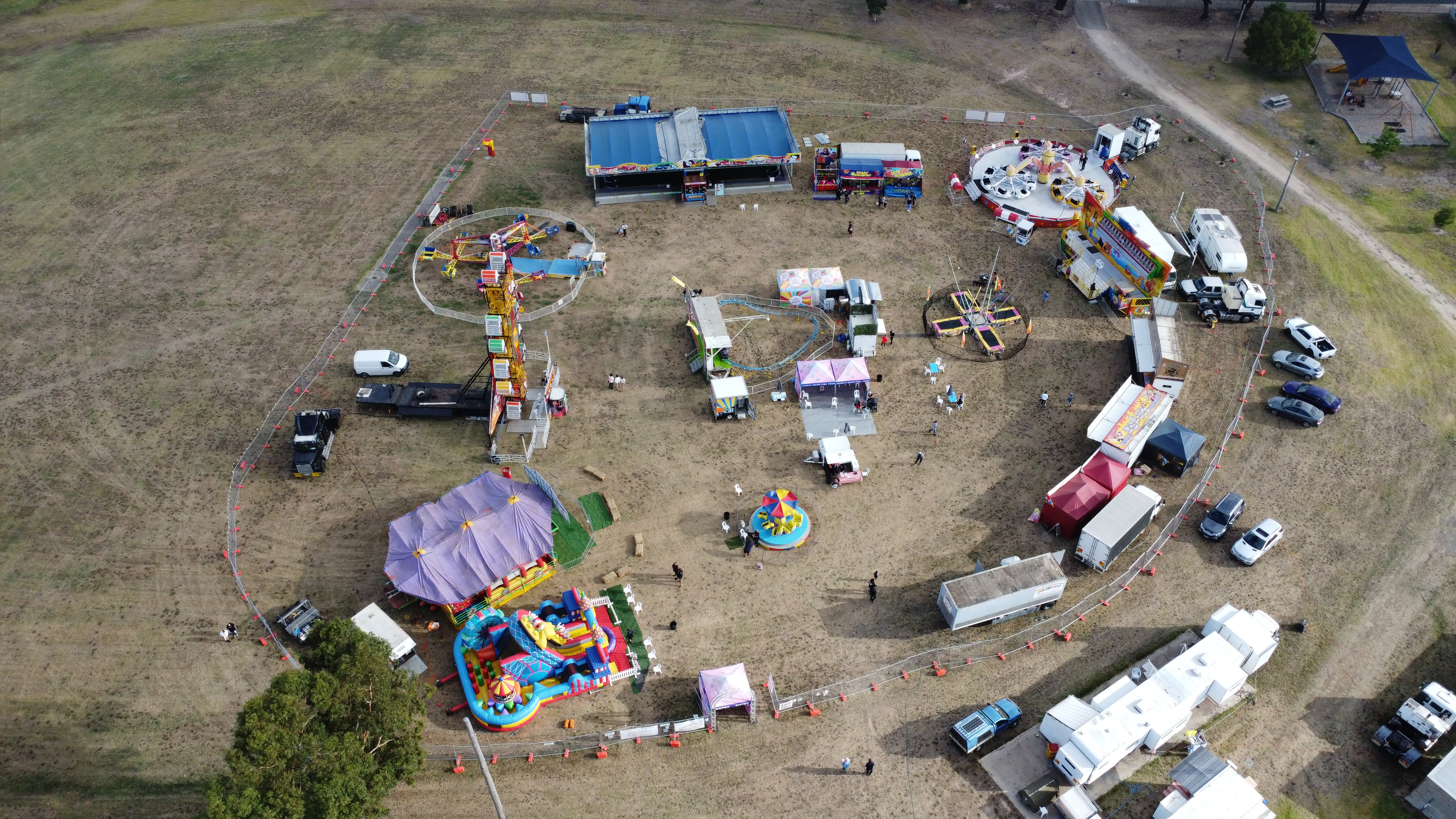
流动嘉年华

流动嘉年华是一种由游乐设施、食品和商品摊贩、游戏活动、惊险表演和动物表演组成的綜合娛樂場所，而且流动嘉年华并不像遊樂園或游乐场那样位置固定，而是經常會換地方。 